# Canadian Open 2009 - Qualificazioni singolare maschile
Le qualificazioni del singolare maschile del Canadian Open 2009 sono state un torneo di tennis preliminare per accedere alla fase finale della manifestazione. I vincitori dell'ultimo turno sono entrati di diritto nel tabellone principale. In caso di ritiro di uno o più giocatori aventi diritto a questi sono subentrati i lucky loser, ossia i giocatori che hanno perso nell'ultimo turno ma che avevano una classifica più alta rispetto agli altri partecipanti che avevano comunque perso nel turno finale.
Le qualificazioni del torneo prevedevano 28 partecipanti di cui 7 sono entrati nel tabellone principale.

## Teste di serie
1. Juan Carlos Ferrero (Qualificato)
2. Julien Benneteau (Qualificato)
3. Andrej Golubev (ultimo turno)
4. Tejmuraz Gabašvili (primo turno)
5. Jan Hernych (Qualificato)
6. Ernests Gulbis (ultimo turno)
7. Kevin Kim (primo turno)

1. Josselin Ouanna (ultimo turno)
2. Nicolás Lapentti (primo turno)
3. Rajeev Ram (primo turno)
4. Michaël Llodra (ultimo turno)
5. Jesse Levine (Qualificato)
6. Sébastien de Chaunac (primo turno)
7. Alejandro Falla (primo turno)

## Qualificati
1. Juan Carlos Ferrero
2. Julien Benneteau
3. Jesse Levine
4. Milos Raonic

1. Jan Hernych
2. Alejandro Falla
3. Alex Bogomolov Jr.

## Tabellone

### Legenda
| - Q = Qualificato - WC = Wild card - LL = Lucky loser | - ALT = Alternate - SE = Special Exempt - PR = Protected Ranking | - w/o = Walkover - r = Ritirato - d = Squalificato |

### Sezione 1
|  | Primo turno | Primo turno         | Primo turno         | Primo turno | Primo turno |  |  | Ultimo turno | Ultimo turno        | Ultimo turno        | Ultimo turno | Ultimo turno |  |
|  |             |                     |                     |             |             |  |  |              |                     |                     |              |              |  |
|  | 1           | Juan Carlos Ferrero | Juan Carlos Ferrero | 6           | 6           |  |  |              |                     |                     |              |              |  |
|  |             | Pavel Krainik       | Pavel Krainik       | 1           | 0           |  |  | 1            | Juan Carlos Ferrero | Juan Carlos Ferrero | 6            | 0            |  |
|  |             | Ivan Dodig          | Ivan Dodig          | 7           | 6           |  |  |              | Ivan Dodig          | Ivan Dodig          | 4            | 1r           |  |
|  | 10          | Rajeev Ram          | Rajeev Ram          | 62          | 4           |  |  |              |                     |                     |              |              |  |

### Sezione 2
|  | Primo turno | Primo turno      | Primo turno | Primo turno | Primo turno |  |  | Ultimo turno | Ultimo turno     | Ultimo turno | Ultimo turno | Ultimo turno |  |
|  |             |                  |             |             |             |  |  |              |                  |              |              |              |  |
|  | 2           | Julien Benneteau | 6           | 4           | 6           |  |  |              |                  |              |              |              |  |
|  |             | Łukasz Kubot     | 4           | 6           | 3           |  |  | 2            | Julien Benneteau | 68           | 6            | 6            |  |
|  |             | Nicolás Lapentti | 1           | 6           | 6           |  |  |              | Nicolás Lapentti | 7            | 4            | 2            |  |
|  | 9           | Michael Berrer   | 6           | 4           | 2           |  |  |              |                  |              |              |              |  |

### Sezione 3
|  | Primo turno | Primo turno           | Primo turno           | Primo turno | Primo turno |  |  | Ultimo turno | Ultimo turno   | Ultimo turno | Ultimo turno | Ultimo turno |  |
|  |             |                       |                       |             |             |  |  |              |                |              |              |              |  |
|  | 3           | Andrej Golubev        | Andrej Golubev        | 6           | 6           |  |  |              |                |              |              |              |  |
|  |             | Pierre-Ludovic Duclos | Pierre-Ludovic Duclos | 2           | 2           |  |  | 3            | Andrej Golubev | 5            | 6            | 2            |  |
|  | 12          | Jesse Levine          | 3                     | 6           | 6           |  |  | 12           | Jesse Levine   | 7            | 3            | 6            |  |
|  |             | Laurent Recouderc     | 6                     | 3           | 4           |  |  |              |                |              |              |              |  |

### Sezione 4
|  | Primo turno | Primo turno        | Primo turno | Primo turno | Primo turno |  |  | Ultimo turno | Ultimo turno   | Ultimo turno   | Ultimo turno | Ultimo turno |  |
|  |             |                    |             |             |             |  |  |              |                |                |              |              |  |
|  |             | Milos Raonic       | 68          | 6           | 7           |  |  |              |                |                |              |              |  |
|  | 4           | Tejmuraz Gabašvili | 7           | 2           | 5           |  |  |              | Milos Raonic   | Milos Raonic   | 6            | 7            |  |
|  | 11          | Michaël Llodra     | 5           | 7           | 6           |  |  | 11           | Michaël Llodra | Michaël Llodra | 4            | 63           |  |
|  |             | Marco Chiudinelli  | 7           | 6(1)        | 2           |  |  |              |                |                |              |              |  |

### Sezione 5
|  | Primo turno | Primo turno          | Primo turno    | Primo turno | Primo turno |  |  | Ultimo turno | Ultimo turno         | Ultimo turno         | Ultimo turno | Ultimo turno |  |
|  |             |                      |                |             |             |  |  |              |                      |                      |              |              |  |
|  | 5           | Jan Hernych          | Jan Hernych    | 6           | 6           |  |  |              |                      |                      |              |              |  |
|  |             | Vasek Pospisil       | Vasek Pospisil | 2           | 2           |  |  | 5            | Jan Hernych          | Jan Hernych          | 6            | 6            |  |
|  |             | Sébastien de Chaunac | 6              | 5           | 6           |  |  |              | Sébastien de Chaunac | Sébastien de Chaunac | 4            | 1            |  |
|  | 13          | Brendan Evans        | 4              | 7           | 4           |  |  |              |                      |                      |              |              |  |

### Sezione 6
|  | Primo turno | Primo turno      | Primo turno    | Primo turno | Primo turno |  |  | Ultimo turno | Ultimo turno    | Ultimo turno    | Ultimo turno | Ultimo turno |  |
|  |             |                  |                |             |             |  |  |              |                 |                 |              |              |  |
|  | 6           | Ernests Gulbis   | Ernests Gulbis | 6           | 6           |  |  |              |                 |                 |              |              |  |
|  |             | Lukáš Dlouhý     | Lukáš Dlouhý   | 1           | 2           |  |  | 6            | Ernests Gulbis  | Ernests Gulbis  | 64           | 5            |  |
|  |             | Alejandro Falla  | 3              | 6           | 6           |  |  |              | Alejandro Falla | Alejandro Falla | 7            | 7            |  |
|  | 14          | Santiago Giraldo | 6              | 4           | 4           |  |  |              |                 |                 |              |              |  |

### Sezione 7
|  | Primo turno | Primo turno        | Primo turno        | Primo turno | Primo turno |  |  | Ultimo turno | Ultimo turno       | Ultimo turno       | Ultimo turno       | Ultimo turno |  |
|  |             |                    |                    |             |             |  |  |              |                    |                    |                    |              |  |
|  |             | Alex Bogomolov Jr. | Alex Bogomolov Jr. | 6           | 6           |  |  |              |                    |                    |                    |              |  |
|  | 7           | Kevin Kim          | Kevin Kim          | 0           | 1           |  |  |              | Alex Bogomolov Jr. | Alex Bogomolov Jr. | Alex Bogomolov Jr. | 2            |  |
|  | 8           | Josselin Ouanna    | 64                 | 7           | 6           |  |  | 8            | Josselin Ouanna    | Josselin Ouanna    | Josselin Ouanna    | 1r           |  |
|  |             | Vincent Millot     | 7                  | 613         | 0           |  |  |              |                    |                    |                    |              |  |